# Leo van Vlijmen
Leo van Vlijmen (Amsterdam, 16 april 1934 - Moergestel, 24 januari 2023) was een Nederlandse redacteur,  politiek commentator en columnist. Hij werkte voor meerdere Nederlandse dag- en weekbladen, waaronder Nieuwsblad van het Zuiden en Brabant Pers.
Van Vlijmen studeerde af in de wijsbegeerte in Nijmegen. Daarna volgde hij Russische taal- en letterkunde en Kroatische en Servische studies in Amsterdam. Tegelijkertijd was hij universitair docent literatuur van Oost-Europese naties aan de Academie voor Bibliothecarissen en Documentaires in Tilburg. Voor het vak 'Oost-Europa en marxisme' werkte hij aan de Koninklijke Militaire Academie in Breda.
Hij vertaalde boeken van de Joegoslavische en Kroatische schrijver Miroslav Krleža in het Nederlands. Na de roman Na rubu pameti (Op de rand van het verstand) uit 1938 volgde Povratak Filipa Latinovicza (De terugkeer van Filip Latinovicz) uit 1932. In dit bek keert een Kroatische schilder rond 1930 terug naar zijn geboortedorp om antwoorden te vinden op levensvragen.

## Erkenning
Leo van Vlijmen kreeg hij in 1981 de Prijs voor de Dagbladjournalistiek. Hij kreeg dit voor voor zijn boekje Met Ljoedmilla tussen de Russen, een serie indrukken van een reis door de Sovjet-Unie. Hij maakte de reis ten tijde van de Olympische Spelen in Moskou.Voor deze reis ging hij via een reisbureau naar Moskou, omdat hij bekend stond als anticommunistische journalist van de Brabant Pers. Hij wilde niet het risico lopen dat de ambassade hem geen visum zou verlenen. 
Leo van Vlijmen was Ridder in de Orde van Oranje-Nassau en Drager van het Gouden Kruis van Verdienste van de Republiek Polen.